# بودر سبرينغز
بودر سبرينغز (بالإنجليزية: Powder Springs, Georgia)‏ هي مدينة تقع في مقاطعة كوب، جورجيا بولاية جورجيا في الولايات المتحدة. تبلغ مساحة هذه المدينة 16.4 (كم²)، وترتفع عن سطح البحر 288 م، بلغ عدد سكانها 13940 نسمة في عام 2010 حسب إحصاء مكتب تعداد الولايات المتحدة.

## أعلام
- روري أندرسون
- أندرو كاريلتون
- آدم ميدوز
- أوليفر هيل
- الكسندر إس. كلاي

## وصلات خارجية
- Official Website of Powder Springs, Georgia
- Cities & Counties - Georgia.gov